# Sigillatura (odontoiatria)
La sigillatura, anche chiamata sigillatura dei denti o sigillatura dei solchi, è una procedura utilizzata in odontoiatria che prevede il riempimento preventivo di solchi e fossette poste sulle superfici occlusali dei denti con un materiale auto- o fotoindurente, solitamente non molto tempo dopo la loro eruzione, al fine di impedirvi la colonizzazione batterica ed il conseguente sviluppo di carie. I materiali comunemente utilizzati per questa procedura sono le resine composite e i cementi vetroionomerici.
Con il termine sigillatura viene anche definito comunemente il materiale posizionato al termine della fase operativa.

## Indicazioni

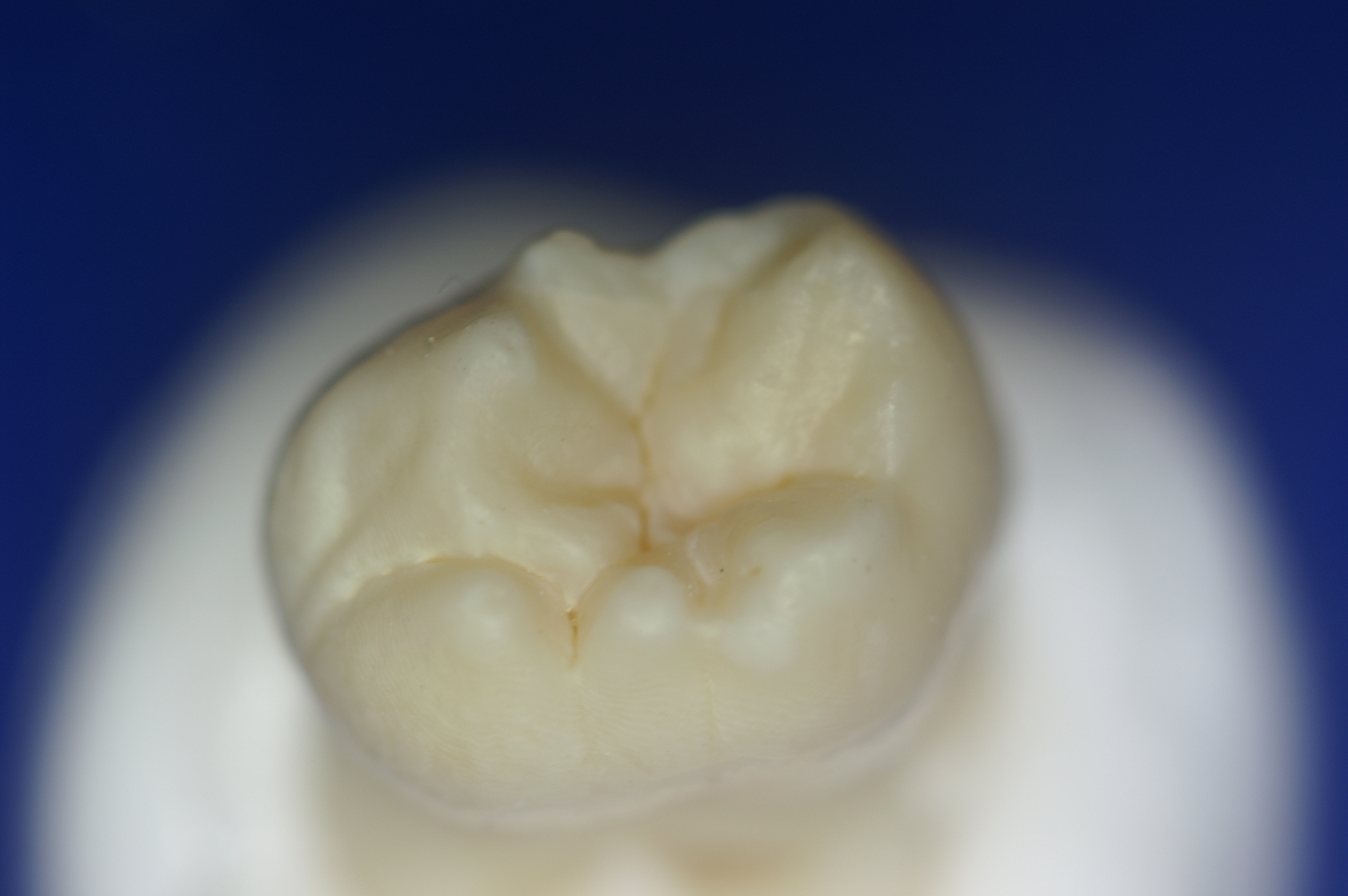
Visuale ingrandita della superficie occlusale di un molare con solchi e fosse intercuspidali

Le superfici occlusali dei denti posteriori (molari e premolari) presentano nella zona centrale solchi e fossette che in alcuni casi possono essere piuttosto profondi, spingendosi all'interno dello smalto fino quasi a raggiungere la dentina. Un problema simile in alcuni casi compare anche sulle superfici vestibolari dei primi molari e su quella palatina dei secondi incisivi superiori, nei cosiddetti forami ciechi. In questi recessi i batteri possono facilmente trovare riparo e dare l'avvio ai processi cariosi, frequenti in queste sedi soprattutto in giovane età. Il riempimento di questi spazi con un materiale biocompatibile, ed in alcuni casi dotato di una moderata azione antibatterica, impedisce o rallenta l'azione patogena dei batteri.
L'uso dei sigillanti è quindi particolarmente indicato in presenza di solchi e fossette profondi, ed in pazienti che hanno già manifestato una particolare cariorecettività. Può essere effettuato su denti decidui o permanenti, ma è eseguito più comunemente sui primi molari permanenti. L'unica controindicazione è legata alla possibile ipersensibilità causata dai materiali usati su soggetti predisposti.

## Tipologie e tecniche
Nel caso di dente non affetto da patologia cariosa, la tecnica di sigillatura prevede una fase preliminare di accurata pulizia delle superfici dentali con paste abrasive e spazzolini o coppette montate su manipoli rotanti, un adeguato isolamento del dente da contaminazioni con rulli di cotone o diga di gomma, a cui segue l'applicazione del materiale sigillante destinato alla chiusura di solchi e fossette, che può richiedere o meno pretrattamenti della superficie a seconda del tipo di materiale utilizzato. Al giorno d'oggi quest'ultimo è quasi sempre di tipo fotopolimerizzabile, ovvero fatto indurire tramite una sorgente luminosa a lunghezza d'onda fissa. Una volta polimerizzato vanno tolte eventuali eccedenze che potrebbero creare fastidiosi rialzi occlusali. Non è mai necessario ricorrere all'anestesia locale, in quanto non vi è asportazione di tessuto dentale, e per questo la tecnica viene definita non invasiva o atraumatica.
Nel caso accertato o anche solo sospetto della presenza una lesione cariosa in fase iniziale nel fondo del solco, la tecnica è detta invasiva e varia leggermente in quanto prevede l'asportazione tramite strumenti rotanti di una minima quantità di smalto allo scopo di visualizzare meglio la zona più profonda (fissurotomia/ameloplastica), e nel caso asportare l'eventuale zona di dente demineralizzata ed infiltrata. Anche in questo caso usualmente non è necessario usare anestesia.

### Materiali
L'uso dell'amalgama d'argento per questo tipo di procedura è stato abbandonato in favore dei materiali estetici, ovvero resine composite fluide e cementi vetroionomerici, o dalla loro combinazione. Il loro successo è legato alla capacità di aderire efficacemente alla superficie dentaria senza richiedere preparazione meccanica. Per entrambi questi materiali è comunque richiesto un adeguato controllo dell'umidità, in quanto la contaminazione delle superfici prima del posizionamento può compromettere in misura sensibile l'adesione ai tessuti dentali, portando come conseguenza la perdita del sigillo e la formazione di carie secondarie. Rispetto ai corrispettivi usati in odontoiatria conservativa, presentano una consistenza più fluida e colorazioni non mimetiche, in quanto viene considerato utile poterne visualizzare la presenza nei controlli periodici.

#### Resine composite
Le resine composite di uso odontoiatrico sono formate dall'unione tra un riempitivo in fase dispersa a base ceramica, un legante organico (matrice) di solito appartenente alla categoria dei metacrilati, ed un agente accoppiante (silano). Sono inoltre presenti dei pigmenti e un fotoiniziatore, la cui attivazione attraverso una luce a lunghezza d'onda predefinita permette l'indurimento del materiale (polimerizzazione). Rispetto ai compositi usati in odontoiatria restaurativa differiscono per le minori quantità di riempitivo, che li rende più fluidi. L'adesione ai tessuti duri del dente viene ottenuta attraverso un processo di condizionamento superficiale (mordenzatura acida) allo scopo di aumentarne la ritenzione meccanica, ed il successivo uso di un adesivo composto da una resina fluida idrofilica. Per semplificare la procedura operativa sono stati creati materiali in grado di eliminare o accorpare queste fasi (adesivi e resine automordenzanti), che però non sembrano fornire risultati altrettanto validi rispetto alle tecniche tradizionali. Sono state inoltre proposte alcune formulazioni che prevedono l'incorporazione di agenti rimineralizzanti ed antibatterici.

#### Cementi vetroionomerici
I cementi vetroionomerici sono materiali che si formano dalla reazione tra microparticelle di vetroceramica a base silico-alumino-fluorosa con un acido a base organica, principalmente acido poliacrilico, maleico ed itaconico. L'unione di questi componenti permette all'acido di reagire con le particelle vetrose, formando un gel ad alta viscosità in cui la matrice di policarbossilato ingloba e stabilizza le particelle di polvere. Durante queste reazioni il cemento vetroionomerico è in grado di contrarre legami chimici con i tessuti del dente. Un pretrattamento con un acido debole può aumentare ulteriormente i valori di adesione, che però risultano sensibilmente inferiori a quelli delle resine composite, così come le altre caratteristiche meccaniche. La capacità di questo materiale di rilasciare ioni fluoruro è considerata un valido fattore protettivo, e la possibilità di usarlo anche in presenza moderata di umidità può renderlo preferibile nelle condizioni in cui risulti difficile ottenere un buon isolamento o con strumentazione limitata.

## Efficacia e durata
La metodica della sigillatura preventiva nei denti è altamente collaudata, e la sua efficacia nella prevenzione primaria delle carie occlusali tipiche delle persone giovani è certificata da numerosi studi. Anche dal punto di vista economico il rapporto costo-beneficio sembra essere favorevole, ed il vantaggio si dimostra altamente significativo nei soggetti maggiormente predisposti alla patologia cariosa.
L'efficacia e durata nel tempo della sigillatura sono correlate ad alcuni fattori, tra cui di particolare importanza risultano il tipo di materiale usato, la tecnica utilizzata e la capacità dell'operatore. 
I materiali in grado di garantire i risultati migliori nel tempo sembrano essere quelli a base resinosa, anche se per quanto riguarda la capacità di bloccare l'azione dei batteri e quindi prevenire la patologia cariosa i due materiali sembrano ottenere risultati pressoché sovrapponibili.
L'uso di una tecnica invasiva, che prevede una moderata azione di asportazione di smalto (ameloplastica o fissurotomia) sembra ottenere i migliori risultati per la ritenzione e la durata del sigillo.